# مايكل زد. وليمسون
مايكل زد. وليمسون (بالإنجليزية: Michael Z. Williamson)‏ (1967 في المملكة المتحدة)؛ روائي بريطاني.

## روابط خارجية
- مايكل زد. وليمسون على موقع IMDb (الإنجليزية)